# Jordan Uelese

a Compétitions nationales et continentales officielles uniquement.

b Matchs officiels uniquement.
Dernière mise à jour le 1 avril 2025.
Jordan Uelese, né le 24 janvier 1997 à Wellington (Nouvelle-Zélande), est un joueur de rugby à XV international australien évoluant au poste de talonneur au Montpellier HR.

## Biographie
Jordan Uelese est né en Nouvelle-Zélande dans la ville de Wellington, où il commence le rugby avec le club des Oriental Rogontai, en suivant l'exemple de son père et de ses frères. En 2008, alors qu'il est âgé de 11 ans, il émigre avec sa famille en Australie et s'installe à Melbourne. Il continue à jouer au rugby, et évolue avec le club de Melbourne University, où il joue d'abord au poste de troisième ligne avant de se reconvertir au poste de talonneur,.
En 2015, il est retenu dans le groupe élargi de l'équipe des Melbourne Rising, qui dispute le NRC. Il fait ses débuts professionnels à l'âge de 18 ans, le 2 octobre 2015, en étant remplaçant contre les Canberra Vikings. Il s'agit de l'unique match qu'il dispute lors de la saison 2015. L'année suivante, il est cette fois retenu dans l'effectif officiel des Melbourne Rising, mais a toujours un temps de jeu limité en raison de son jeune âge,.
Il est retenu avec l'équipe d'Australie des moins de 20 ans pour disputer les championnats du monde juniors en 2016 et 2017,.
En 2017, il signe un contrat avec la franchise des Melbourne Rebels pour disputer le Super Rugby, devenant au passage le troisième joueur formé dans l'État de Victoria à jouer avec cette équipe. Il fait ses débuts avec sa nouvelle équipe lors de la première journée de la saison, le 23 février 2017, à l'occasion du match contre les Queensland Reds. Lors de la saison 2017, ses apparitions sont limitées à trois matchs, dont aucune titularisation, en raison de la concurrence de joueurs expérimenté à son poste comme James Hanson ou Patrick Leafa. En raison de son fort potentiel, et de performances encourageantes, il est alors considéré comme l'une des révélations australiennes de la saison, et il prolonge son engagement avec les Rebels jusqu'en 2020,.
En dépit de son inexpérience (seulement 27 minutes de Super Rugby), il  est sélectionné pour la première fois avec les Wallabies en juillet 2017 par le sélectionneur Michael Cheika,. Il est alors sélectionné en tant que « apprenti », afin de lui faire découvrir le niveau international et de bénéficier de l'expérience des très expérimentés Stephen Moore et Tatafu Polota-Nau. Il profite ensuite du forfait de Moore pour obtenir sa première cape internationale le 9 septembre 2017 lors d’un match contre l'équipe d'Afrique du Sud à Perth, dans le cadre du Rugby Championship 2017,. Il enchaîne la semaine suivante contre l'équipe d'Argentine, marquant à cette occasion son premier essai au niveau international.
En 2018, il commence la saison de Super Rugby en disputant huit matchs, et est à nouveau sélectionné avec les Wallabies pour la tournée de juin. Cependant, il se blesse gravement au genou lors d'un match contre les Blues, ce qui l'éloigne des terrains le restant de l'année,.
Après onze mois d'absence, il fait son retour à la compétition en mai 2019 avec le club de Gordon en Shute Shield, avant de disputer les trois derniers matchs de la saison de Super Rugby avec les Rebels,.
Il fait également son retour au sein des Wallabies à l'occasion du Rugby Championship 2019,.
En août 2019, il est sélectionné dans le groupe australien pour disputer la Coupe du monde au Japon. Il dispute les cinq matchs de son équipe lors de la compétition, mais tous en tant que remplaçant.
En juin 2023, il est sélectionné en équipe nationale par Eddie Jones pour participer au Rugby Championship 2023. Le 10 août 2023, il est annoncé au sein du groupe australien de 33 joueurs sélectionnés pour disputer la Coupe du monde 2023 en France. Il ne joue qu'un match lors de la compétition, en tant que remplaçant face aux Fidji.
Au terme de la saison 2024 de Super Rugby, les Rebels, en grande difficulté financière, sont exclus du Super Rugby et Uelese se retrouve sans club. Il s'engage alors avec le club français du Montpellier HR, évoluant en Top 14, où il compense le départ de son compatriote Brandon Paenga-Amosa,.

## Palmarès
Néant

## Statistiques
Au 1er avril 2025, Jordan Uelese compte 19 capes en équipe d'Australie, dont une en tant que titulaire, depuis le 9 septembre 2017 contre l'équipe d'Afrique du Sud à Perth. Il inscrit deux essais (10 points).
Il participe à cinq éditions du Rugby Championship, en 2017, 2019, 2020, 2021 et 2023. Il dispute huit rencontres dans cette compétition.